# Al-Husseini-moskee
De Al-Husseini-moskee is een van de grootste moskeeën in de Jordaanse hoofdstad Amman. De moskee werd in 1924 onder koning Abdullah I gebouwd in het centrum van de benedenstad, op de plaats van de ruïnes van een Omajjadische moskee uit de 7e eeuw.
De bouwwijze betekende een breuk met de Ottomaanse architectuur. Opvallend is dat de twee minaretten verschillende hoogtes hebben en een verschillend ontwerp hebben.